# Gasteracantha sanguinolenta
Gasteracantha sanguinolenta là một loài nhện trong họ Araneidae.
Loài này thuộc chi Gasteracantha. Gasteracantha sanguinolenta được Carl Ludwig Koch miêu tả năm 1844.

## Phân loài
- Gasteracantha sanguinolenta mangrovae (M. Emerit, 1974)
- Gasteracantha sanguinolenta emeriti (Michael J. Roberts, 1983)
- Gasteracantha sanguinolenta rueppelli (Embrik Strand, 1916)
- Gasteracantha sanguinolenta legendrei (M. Emerit, 1974)
- Gasteracantha sanguinolenta insulicola (M. Emerit, 1974)
- Gasteracantha sanguinolenta bigoti (M. Emerit, 1974)
- Gasteracantha sanguinolenta andrefanae (M. Emerit, 1974)